# چانتی مور
چانتی مور (انگلیسی: Chanté Moore؛ زادهٔ ۱۷ فوریهٔ ۱۹۶۷) یک موسیقی‌دان اهل ایالات متحده آمریکا است.